# Tricentrus varicornis
Tricentrus varicornis är en insektsart som beskrevs av Ananthasubramanian 1980. Tricentrus varicornis ingår i släktet Tricentrus och familjen hornstritar. Inga underarter finns listade i Catalogue of Life.